# Gondolići
Gondolići is een plaats in de gemeente Labin in de Kroatische provincie Istrië. De plaats telt 63 inwoners (2001).